# Leontine Sagan
Leontine Sagan (Budapest, 13 de febrer de 1889 - Pretòria 20 de maig de 1974) va ser una actriu i directora austríaca. Sagan va fer els seus primers estudis amb Max Reinhardt. La seua primera i més coneguda pel·lícula va ser Mädchen in Uniform (1931). Aquest film, amb un repartiment exclusivament femení, retratava l'enamorament d'una alumna per la seua professora, en un pensionat prussià, al 1910. Basat en l'obra de teatre Gestern und heute ("Ahir i avui"), de Christa Winsloe, que va participar-hi com a guionista, va patir la censura alemanya per la seua crítica social i potser també pel seu lesbianisme implícit. Diuen que Eleanor Roosevelt va ajudar a revocar-la als Estats Units. Després d'aquest film, el més conegut de la directora, va treballar a Anglaterra durant un temps amb Alexander Korda, i en acabant es va mudar amb el seu espòs a Sud-àfrica, on va fundar el teatre Nacional de Johannesburg.
Sagan va morir a Pretòria, Sud-àfrica, als 85 anys.

## Biografia
Leontine Sagan va ser una actriu i directora austríaca nascuda a Budapest l'any 1899. Es va convertir en directora de cinema després de ser actriu de teatre. De fet, Sagan era tota una experta en el món teatral, però no en el del cinema, i aquesta va ser una de les raons per les quals la seva primera obra, Mänchen da Uniform (1931), porta a la pantalla una novel·la teatral de Christa Winsole. L'any següent, al 1932, Leontine es trasllada a Anglaterra on dirigirà la seva segona pel·lícula: Men of Tomorrow, juntament amb Alexander Korda. La pel·lícula va ser d'un èxit modest.
Després d'aquestes produccions hi hagué especulacions que la jove directora firmaria amb MGM, als Estats Units, però finalment el contracte no es va arribar a concretar i, de fet, després d'aquest segon film es va allunyar totalment del món del cinema. Ningú sap ben bé per quina raó va acabar-se separant del món de la producció cinematogràfica però hi ha especulacions que va ser a causa de la seva individualitat poc compromesa, és probable que a l'hora de dirigir o produir nous projectes se li tanquessin algunes portes.
Finalment, Sagan decideix tornar al món del teatre com a directora i actriu a Anglaterra i més tard s'acabarà mudant a Sud-àfrica, on fundarà el teatre nacional de Johannesburg. Va morir l'any 1974 deixant un important llegat tant cinematogràfic com teatral.

## Filmografia
- Mädchen in Uniform (1931)
- Men of tomorrow (1932)